# 벤베누토 첼리니
벤베누토 첼리니(Benvenuto Cellini, 1500년 11월 3일 ~ 1571년 2월 13일)는 르네상스 시대 이탈리아의 조각가, 화가, 음악가 그리고 군인이다. 유명한 《자서전》에서 자칭한 바와 같이 모험가·무뢰한·호색가이기도 하였다.
그의 《자서전》은 바사리의 《전기》와 더불어 당대 예술가의 특색을 전해 주며 열렬한 기백과 강한 개성을 풍긴다. 피렌체의 팔라초 베키오 전의 로지아 다 란치에 있는 〈페르세우스〉(1554)를 주조하였을 때의 기사는 그 청동상 이상으로 박력이 넘친다. 상(像)은 상하 두 부분으로 나누어 하나는 메두사(그리스 신화의 세 자매 괴물 고르곤의 하나)의 동부(胴部)이고, 나머지 하나는 칼로 베어낸 머리를 들어올리는 영웅상이다. 주제가 가진 극적 내용은 남성의 근육 표현에서 볼 수 있는 미켈란젤로적인 과장과 주금가(鑄金家)로서의 기술을 과시하는 첼리니의, 너무나 사소한 데 집착을 하는 버릇으로 인하여 그것을 잃고 있다. 두 육체의 수직선과 수평선이 군상(群像)을 정시(正視)하는 것에 방해가 된다고 하여 받침이 되고 있는 메두사의 발을 페르세우스의 왼발로 끌어들인다고 하는 기묘한 착상을 하고 있는 것이다. 마찬가지로 장식성을 주로 하였기 때문에 극적인 박력을 희생한 점은 목에서 떨어지는 피의 표현에서도 볼 수 있다. 《자서전》 중에 조금사(彫金師)로서 철저한 자기 주장은 페르세우스의 어깨로부터 비스듬히 걸린 끈에서 표현되고 있다. 그는 그에 대한 그 시대 사람의 비난을 예기하여 페르세우스의 투구 천변(天邊)에 자각상(自刻像)을 붙였다. 이 작품에 앞서서 그는 1540년 프랑수아 1세의 초청으로 프랑스에 가서 황금으로 〈식탁의 소금 단지〉(1543)를 제작하였는데 대지의 여신과 해신(海神)의 나상을 위쪽에 두고, 그 주위에 소금 넣는 데(海産)와 후추 넣는 데(陸産)를 나란히 두었으며, 동부(胴部)에 인체와 짐승과 고기 등을 부조로 장식하였다.

## 주요 작품

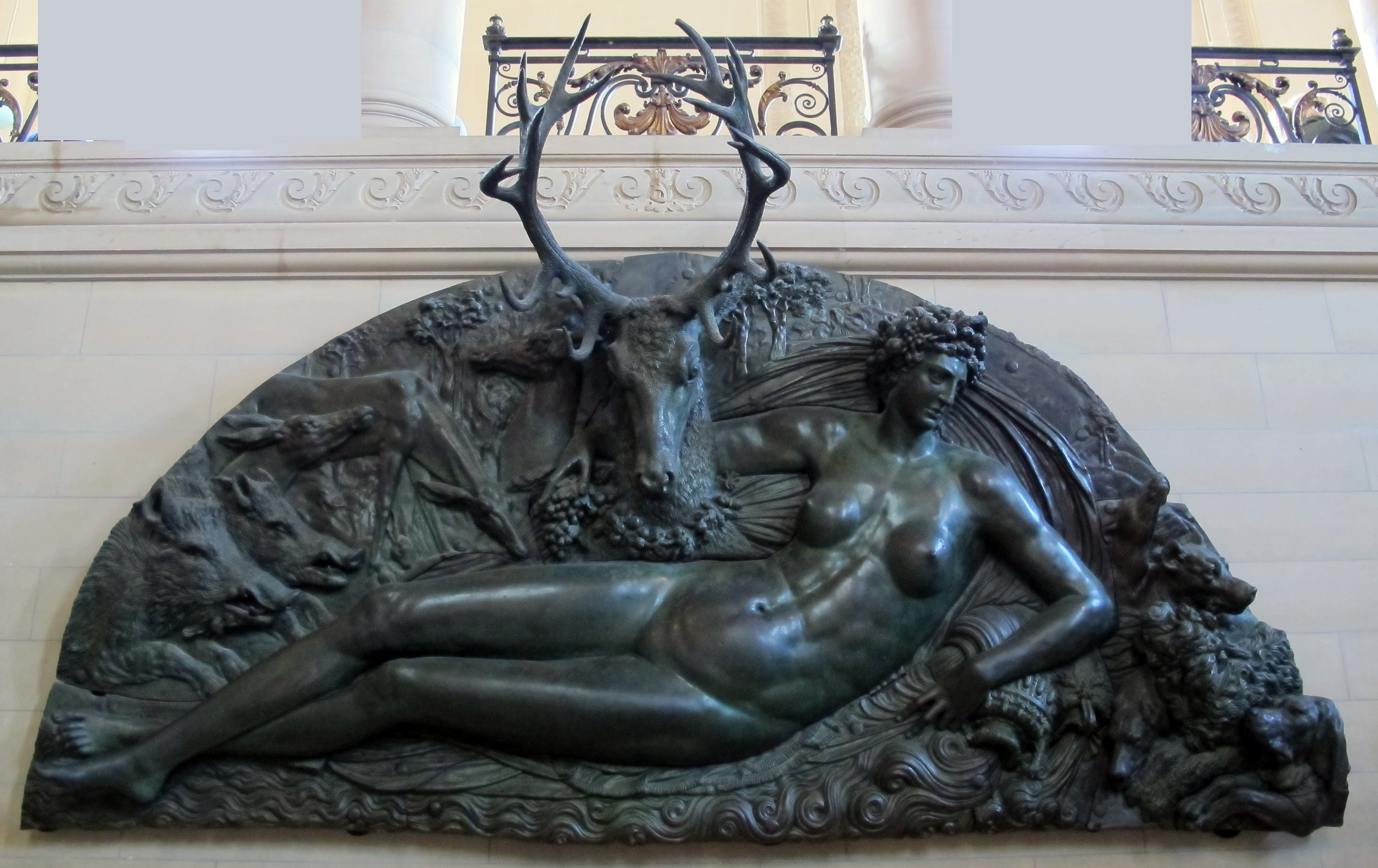
Fontainebleau Nymph
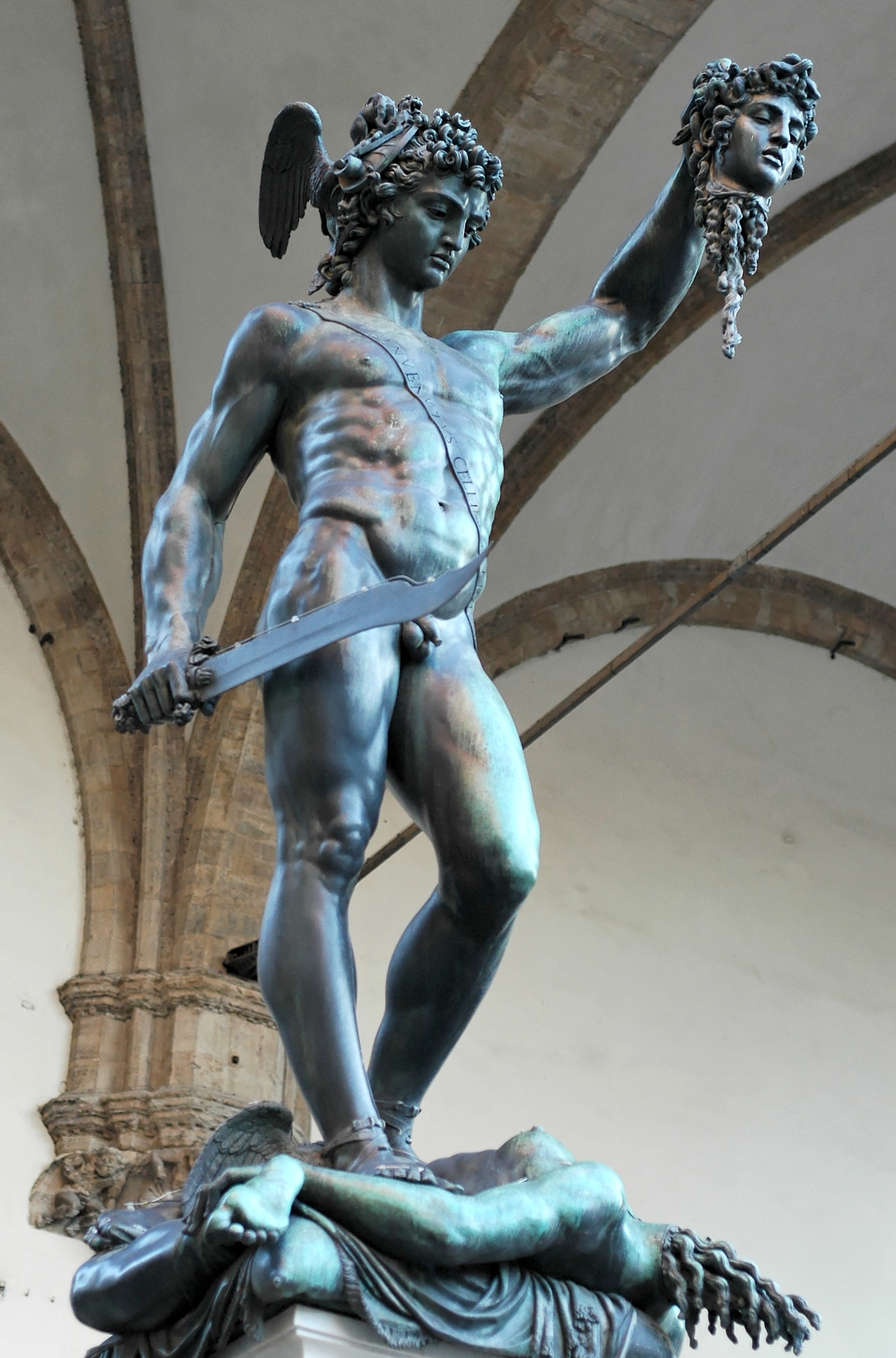
Perseus with the Head of Medusa
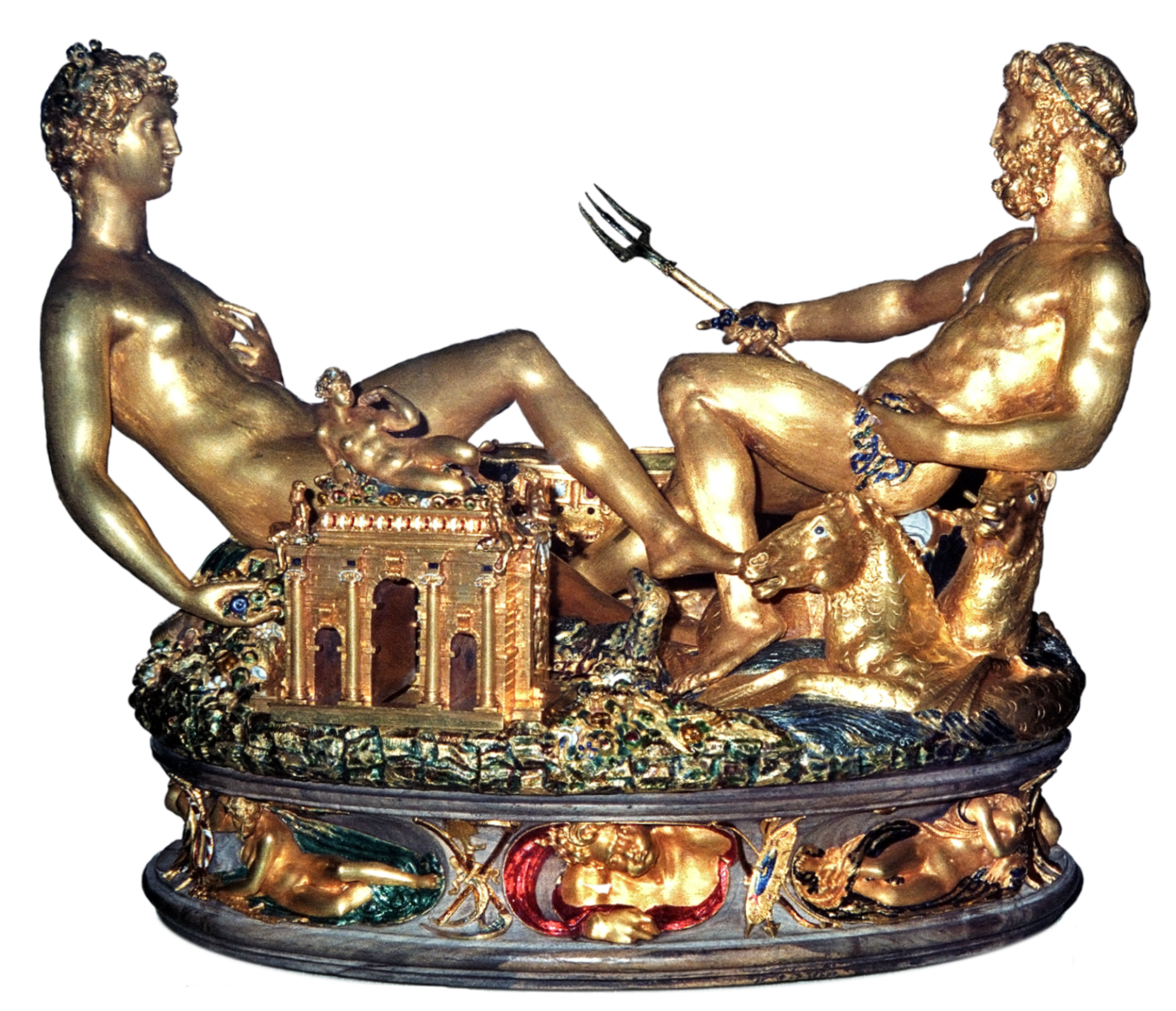
Cellini Salt Cellar